# Codex Beratinus
De Codex Beratinus (Gregory-Aland no. Φ of 043, von Soden ε 17) is een bijbelmanuscript, dat uit de 6e eeuw dateert. De codex is geschreven met hoofdletters (uncialen) op perkament.

## Beschrijving
Dit handschrift bevat de tekst van de evangeliën volgens Matteüs en volgens Marcus. De gehele Codex Rossanensis bestaat uit 190 bladen (31 x 27 cm). De tekst is geschreven in twee kolommen van 17 regels per pagina. Het bevat een inhoudstafel van de κεφάλαια (hoofdstukken), "Ammonische" sectienummers, en de Canontabellen van Eusebius.
De Codex Beratinus geeft de Byzantijnse tekst weer. Kurt Aland plaatste de codex in Categorie V.

## Geschiedenis
Men gaat ervan uit dat deze codex zich vroeger op het eiland Patmos bevond. Sinds 1356 werd hij bewaard in Berat, in Albanië. De tekst van de codex werd in 1887 gepubliceerd door Pierre Batiffol.
Het handschrift bevindt zich nu in het Nationaal Staatsarchief, nr. 1 in Tirana.